# Mühltal
Mühltal település Németországban, Hessen tartományban. Lakosainak száma 13 866 fő (2023. december 31.). Mühltal Ober-Ramstadt, Modautal, Seeheim-Jugenheim és Darmstadt községekkel határos.

## Népesség
A település népességének változása:
| Lakosok száma | 13 260 | 13 979 | 13 908 | 13 819 | 13 922 | 13 866 |
|               | 2014   | 2017   | 2019   | 2021   | 2022   | 2023   |